# トリヴェール和泉

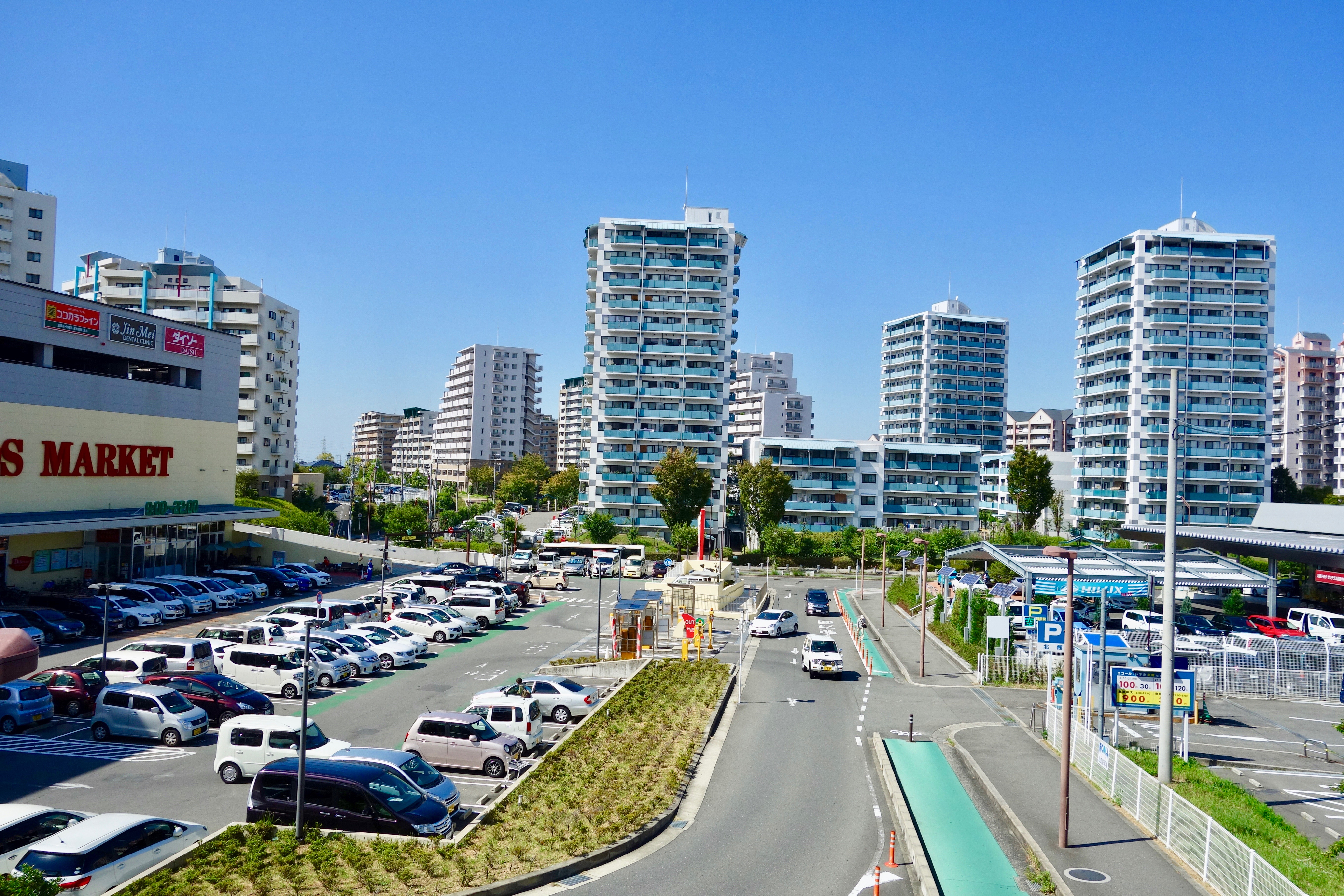
和泉中央駅付近のマンション群

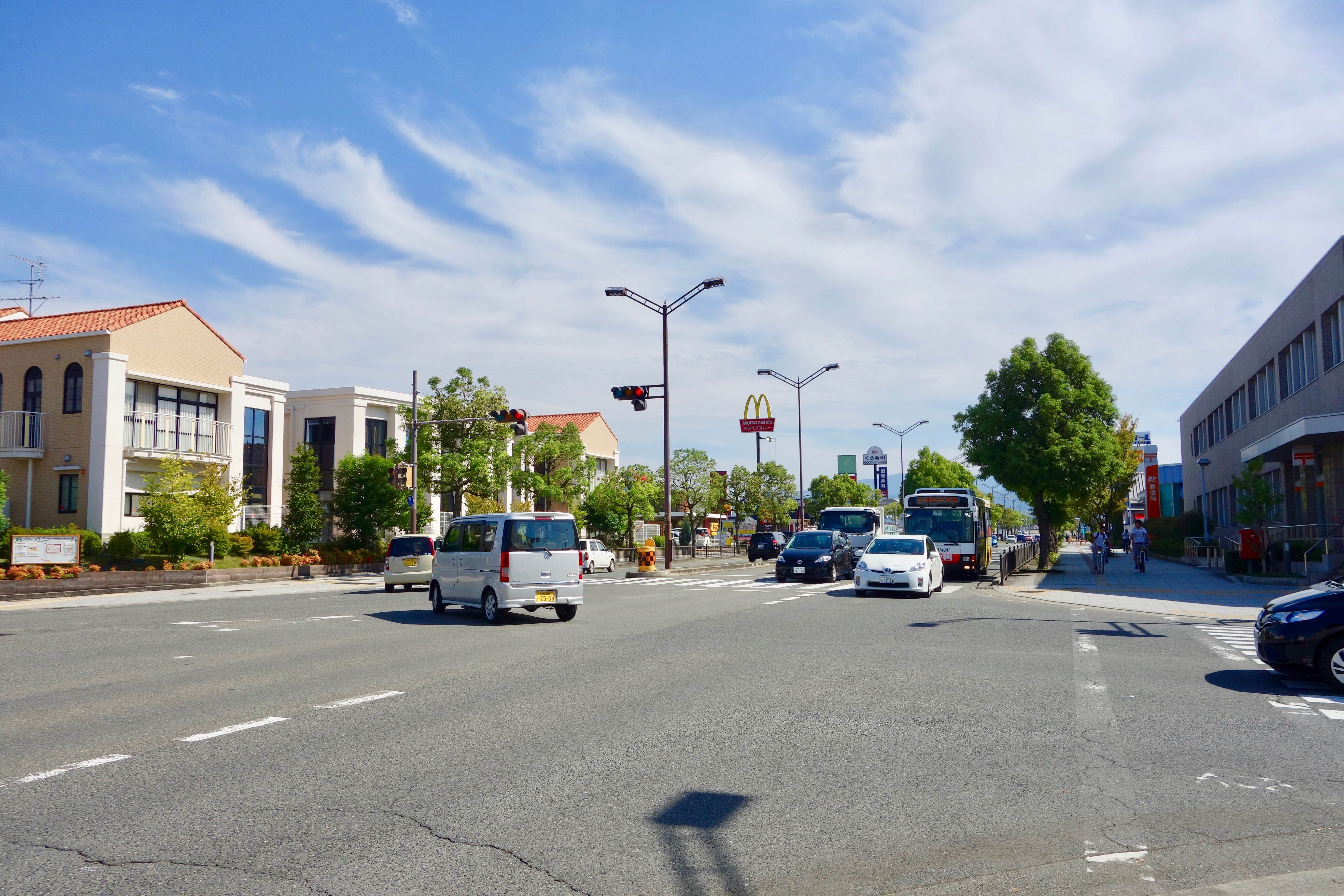
和泉中央線

トリヴェール和泉（トリヴェールいずみ）は、大阪府和泉市中部の丘陵地帯に、UR都市機構（都市再生機構）が開発した住宅・産業都市。街開きは1992年（平成4年）。泉北ニュータウンに続く、泉北地域の第2のニュータウンとして発展を続けている。

## 概要
和泉市中部にあたる北池田・南池田・北松尾・南松尾地区の丘陵を開発して誕生した。計画戸数は7,700戸、計画人口は25,000人。
市中部の丘陵は槇尾川流域の池田谷と松尾川流域の松尾谷によって3つに分かれ、トリヴェール和泉は中央丘陵および岸和田市境に至る松尾谷以西の丘陵に位置する。堺市境に至る池田谷以東の丘陵に位置する光明台やみずき台は泉北ニュータウン光明池地区の周辺地域となり、トリヴェール和泉には含まれない。
街開きから3年後の1995年（平成7年）には、泉北高速鉄道線和泉中央駅が開業。同駅を中心とした街であることから、一般に“和泉中央”（旧和泉郡域の住民からは単に“中央”とも）と呼ばれ、店名に「和泉中央」を冠するショッピングセンターや飲食店などが数多く存在している。
「トリヴェール」とはフランス語で「3つの緑」の意。北部・東部・西部の3ブロック構成であることや、居住・都市・研究開発の3つの機能を持つことを表している。
- 北地区（いぶき野） - 商業施設と集合住宅。
- 東地区（まなび野、はつが野） - 大学と閑静な住宅地。
- 西地区（あゆみ野） - 企業や研究所が立地する産業地区。

2021年（令和3年）末時点の人口は約20,500人。いぶき野、まなび野、はつが野は中央丘陵に位置し、いぶき野に和泉中央駅、まなび野に桃山学院大学がそれぞれ所在する。あゆみ野は松尾谷以西の丘陵に位置し、こちらの丘陵には阪和自動車道岸和田和泉ICがあり、南に工業団地のテクノステージ和泉が広がる。
トリヴェール和泉には含まれないが、はつが野の北にのぞみ野、東に青葉台、西に緑ヶ丘という既存の新興住宅地が隣接しており、のぞみ野、青葉台、緑ヶ丘を加えた人口は約32,400人となる。なお、のぞみ野はトリヴェール和泉の町名と共通性を持った◯◯◯野という町名だが、大阪婦人子供服団地を中心とした既存の新興住宅地に新たに付けられた町名である。
不動産・住宅情報サイトLIFULL HOME'Sによる「住みたい街ランキング2017」では、和泉中央が「買って住みたい街」として近畿圏全体で第3位、南大阪では第1位にランクインしている。

## 歴史
- 1976年（昭和51年） 大阪府から、公団に和泉丘陵の開発依頼。
- 1978年（昭和53年） 和泉市から、公団に和泉丘陵の開発依頼。
- 1984年（昭和59年） 市街化区域、用途区域の都市計画決定。
- 1986年（昭和61年） 起工式。
- 1992年（平成4年） 募集開始（宅地分譲）、いぶき野小学校、北池田中学校開校、街開き。
- 1993年（平成5年） 阪和自動車道堺IC-岸和田和泉IC間開通。
- 1995年（平成7年） 泉北高速鉄道延伸。和泉中央駅開業。桃山学院大学が堺市から新築移転。エコール・いずみ北館開業。
- 1996年（平成8年） 大阪府立産業技術総合研究所が大阪市から新築移転。
- 1998年（平成10年） エコール・いずみ南館開業（イズミヤ）、宮ノ上公園（まなびのプラザ）開園。
- 2000年（平成12年） かぐらざき公園開園。
- 2003年（平成15年） 和泉シティプラザ開館。
- 2004年（平成16年） 和泉中央公園開園。
- 2006年（平成18年） 青葉はつが野小学校開校。
- 2011年（平成23年） くすのき公園開園。
- 2014年（平成26年） コストコ和泉倉庫店、ららぽーと和泉開業。
- 2017年（平成29年） 南松尾はつが野学園開校。

## 交通
- 南海泉北線和泉中央駅
南海泉北線の終着駅。難波駅行の特急・区間急行・準急・各停と中百舌鳥駅行の各停が運転される。中百舌鳥駅ではOsaka Metro御堂筋線が連絡、大阪都心（天王寺駅・難波駅・梅田駅・新大阪駅）を結ぶ。
- 南海バスターミナル
地区周辺行、和泉府中駅行、泉大津駅行、岸和田駅行（南海ウイングバスが運行）等の路線バスの他、関西空港行きのリムジンバス「Sorae」が運行される。また、大阪駅・難波駅及び中百舌鳥駅から出ている南海深夜急行バスも乗り入れる。

## 主な公共施設
- 和泉市観光情報ステーション（和泉中央駅構内）
- 和泉シティプラザ
  - 和泉市役所シティプラザ出張所
  - 弥生の風ホール
  - 和泉市立シティプラザ図書館
  - 保健福祉センター
  - 男女共同参画センター
  - 第2ふたば幼児教室
  - 茶室（翔泉亭）
- 和泉ボランティア市民プラザ[2]
- いずみ障害者ふれあいプラザ「オアシス」
- 和泉郵便局
- 和泉中央駅前郵便局
- 和泉市いずみの国の歴史館（宮ノ上公園内）
- 和泉市久保惣記念美術館
- 大阪府立産業技術総合研究所
- まなびのプラザ
  - 平成10年にオープン。総事業費約6億2000万円。和泉市いずみの国歴史館と一般財団法人和泉市公園緑化協会公園管理事務所の複合施設として、和泉市まなび野の宮ノ上公園に建設される。いずみの国歴史館は和泉市に関する歴史資料展示、調査研究を行っており、生涯学習や学校教育の場として活動。一般財団法人和泉市公園緑化協会公園管理事務所は和泉市の緑化普及活動、園芸教室、緑の相談コーナーと緑の工房などを設けている[3]。
  - 和泉市上下水道部

### 学校

#### 大学
- 桃山学院大学

#### 高等学校
- なし

#### 中学校
- 和泉市立北池田中学校
- 和泉市立南池田中学校
- 和泉市立石尾中学校

南池田中学校と石尾中学校はトリヴェール和泉の範囲外に立地するが、トリヴェール和泉の一部地域が通学区域（校区）に含まれる。

#### 小学校
- 和泉市立いぶき野小学校
- 和泉市立青葉はつが野小学校
- 和泉市立緑ヶ丘小学校

緑ヶ丘小学校はトリヴェール和泉の範囲外に立地するが、トリヴェール和泉の一部地域が通学区域（校区）に含まれる。

#### 義務教育学校
- 和泉市立南松尾はつが野学園

施設一体型・小中一貫教育を行う公立学校である。はつが野の人口増加を受けて青葉はつが野小学校および南池田中学校の児童数が増加する一方、児童数が少なかった南松尾小学校（21校中20位）および南松尾中学校（10校中10位）の2校を統廃合し、校区と学校規模の適正化も兼ねて2017年に新しく開校した。

#### 幼稚園
- 和泉市立北松尾幼稚園

#### 保育園
- 和泉市立北松尾保育園
- 私立クレアール保育園

## 商業施設

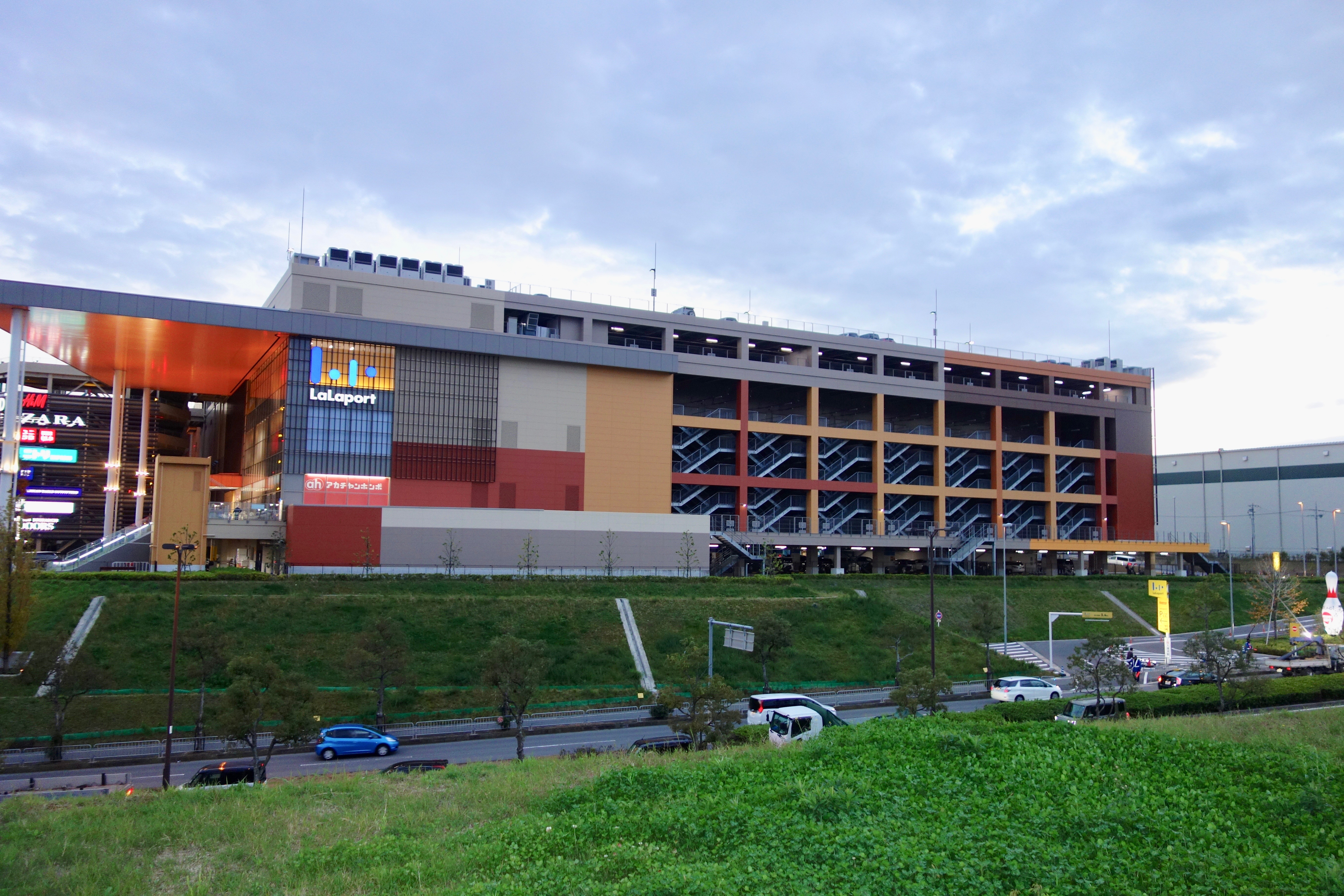
ららぽーと和泉

- エコール・いずみ（和泉中央駅の南北にあるトリヴェール和泉の中心的商業施設）
  - イズミヤ和泉中央店
- 桃大通り商店会（石尾中学校横歩道橋から、桃山学院大学まで続く商店街）
- コストコ和泉倉庫店
- ららぽーと和泉
- MEGAドン・キホーテ 和泉中央店
- コープ和泉中央店
- ヤマダデンキ 家電住まいる館×YAMADA web.com 和泉中央本店
- ジョーシン和泉中央店
- ｐｉｖｏ和泉中央

## 金融機関
4行の支店が和泉中央駅の駅前に集っている。
- エコール・いずみ本館内
紀陽銀行 和泉中央支店
- エコール・いずみ東館内
りそな銀行 和泉中央支店
- PIVO和泉中央内
三井住友銀行 和泉中央支店
池田泉州銀行 和泉中央支店

## 主な公園
- くすのき公園
- いしたちはら公園
- 和泉中央公園
- 長池公園
- 宮ノ上公園
- かぐらざき公園

## 病院
- いぶきの病院
- 咲花病院
- 新生会病院
- 和泉中央病院

## 神社・仏閣等
- 春日神社
- 弘法寺
- 松尾寺
- 法華寺
- 和泉中央霊園

## 道路
- 阪和自動車道（岸和田和泉IC）
北は近畿自動車道・名神高速道路・西名阪自動車道・阪神高速道路松原線と接続。南は関西空港自動車道・阪神高速道路湾岸線と接続する。
- 国道480号
和泉府中 - 和歌山県粉河（紀の川市）、国道26号、国道170号にも接続する。
- 大阪府道223号三林岡山線
和泉市三林町から岸和田市岡山町に至る旧道と、大阪府道38号富田林泉大津線（泉北1号線）と直結する泉州山手線と呼ばれる新道からなる）
- 大阪府道226号父鬼和気線
- 和泉市道和泉中央線
- 和泉市道光明池春木線
- 和泉市道唐国久井線

### アムゼモール
アムゼモール(大阪·和泉)は、地区センターに位置する歩行者専用通路である。これは多次元生活都心をうたった地区全体の整備コンセプトに共鳴する多様な都市機能を有した「みち」空間の提案である。「みち」空間は都市の活気がダイレクトに投影された社交の場であり、人間が主役の生き生きとした多重の意味をもつ生活空間だったと言える。本来、「みち」空間が有していた出会い、くつろぎ、語らい、お祭りなど、人々が演者と同時に観客になる場を、将来展開が見込まれるセンター地区の回遊動線の要となることをにらみながら、立体的に展開している。都市生活を楽しみ、その利便性を享受するための舞台として人間のスケールや歩くスピード、 テンポといったものに適したパブリックな空間が必要である。 安全性、 機能性、 利便性と同じように快適さや美しさが求められ、都市生活の魅力的な舞台をつくり上げていくことが望まれている。
“劇場大通り”というデザインコンセプトのもと、 道を多様な市民活動の舞台に仕立て上げ、地区のシンボルとして位置づけている。ここでは各店舗が大道具であり、水景や植栽、照明などが小道具というわけである。歩くという身体スケール感覚に適合したさまざまな演出がなされている。効率とスピードを求めてきた近代都市計画に従順であるならば、居住地と職場(ここでは駅であるかもしれない)をダイレクトに連結する純然たる連絡通路であっただろう。このプロジェクトは、通勤、通学、買物、散策など、 歩行者のさまざまな情景を包み込み、「みち」の楽しさを蘇らせる試みであると言える。